# Семейный бюджет (фильм, 2016)
Семейный бюджет (фр. L'économie du couple) — бельгийско-французская кинодрама 2016 года, поставленный режиссёром Жоакима Лафоссом. В январе 2017 года фильм был номинирован в 4-х категориях на получение бельгийской национальной кинопремии «Магритт» за 2016 год.

## Сюжет
У Мари и Бориса было всё для счастья: двое удивительных дочерей, любимая работа, уютный и комфортный дом. После пятнадцати лет совместной жизни супруги решают разойтись. Но общее имущество поделить непросто — они живут в доме, который купила она, и который всячески обустраивал он. И у Бориса нет средств для того, чтобы переехать. Конец любви не означает, что можно так просто оставить друг друга, если все пятнадцать лет строили совместную жизнь…

## В ролях
- Беренис Бежо — Мари
- Седрик Кан — Борис
- Марта Келлер — Кристин
- Катрин Сале — подруга